# Assembleia Municipal de Olhão
A Assembleia Municipal de Olhão é um órgão representativo do Município de Olhão dotado de poderes deliberativo, que visa a promoção e salvaguarda dos interesses próprios da respectiva população. Tem poderes de fiscalização sobre o executivo municipal e delibera sobre as matérias mais importantes para o município, sob proposta da Câmara Municipal, nos termos da lei. Pode igualmente pronunciar-se sobre outras matérias de interesse para o município e receber petições dos cidadãos e das suas organizações.
É constituída, desde as últimas eleições autárquicas portuguesas de 2017, por 21 membros eleitos directamente e pelos Presidentes das 4 juntas de freguesia de Olhão, num total de 25 membros.
O funcionamento da Assembleia Municipal é regulado pelo Regimento da Câmara Municipal de Olhão desde da sua aprovação.

## Composição
A Assembleia Municipal é constituída, desde as últimas eleições autárquicas de 2017, por 21 membros eleitos directamente e pelos Presidentes das 4 juntas de freguesia de Olhão, num total de 25 membros, intitulados deputados municipais.
Os deputados municipais podem constituir-se em Grupos Municipais, segundo os respectivos partidos. Os deputados não integrados em grupo municipal exercem o seu mandato como independentes.
Os trabalhos da Assembleia Municipal são dirigidos pela Mesa.

### Mesa da Assembleia
- Presidente: António Henrique Cabrita - Partido Socialista
- Primeiro-Secretário: Alberto Manuel Dias Mestre - Partido Socialista
- Segundo Secretário: Domitília da Conceição Coutinha Matias - Partido Socialista

### Deputados eleitos diretamente
- Catarina Andreia da Conceição Nunes do Poço - Partido Socialista
- Helder Nuno Silva do Carmo - Partido Socialista
- Isilda Maria Viegas Silva Moreno - Partido Socialista
- João Gabriel Calabreta Martins - Partido Socialista
- João Luís Relvas Henrique Charrão - Partido Socialista
- Ricardo Manuel Veia Calé - Partido Socialista
- Rui Augusto Martins Cardoso - Partido Socialista
- Tatiana Lourenço Queiroz - Partido Socialista
- Ana Paula Gonçalves dos Santos - PPD/PSD.CDS-PP.MPT.PPM
- Carlos Manuel Parente da Silvas - PPD/PSD.CDS-PP.MPT.PPM
- Eduardo José Cardoso Cavacos - PPD/PSD.CDS-PP.MPT.PPM
- Maria Goreti Carmo da Costa Nunes Ferreiras - PPD/PSD.CDS-PP.MPT.PPM
- Maria Margarida Romeira Belchior Viegas - PPD/PSD.CDS-PP.MPT.PPM
- Francisco José Moleiro dos Santos - PPD/PSD.CDS-PP.MPT.PPM
- Florbela Guimarães Silva Gonçalves - CDU
- Hélio José Vieira da Encarnação - CDU
- Marco Aurélio Rojo Mattos - BE
- Mónica Cristina Lopes Neto - BE

### Presidentes de Juntas de Freguesia (deputados eleitos indiretamente, inerência)
- João Paulo Pereira Evaristo - Olhão - PS
- Miguel Januário Covas Dimas - Quelfes - PS
- Paulo Vasco Dias Salero - Pechão - PS
- Manuel Carlos Teodoro Sousa - Moncarapacho e Fuseta - PPD/PSD.CDS-PP.MPT.PPM